# Amanda Varela
Amanda Varela là một nữ diễn viên người Argentina, cô dành phần lớn cuộc đời trong Thời đại hoàng kim của điện ảnh Argentina, để biểu diễn trên sân khấu và tham gia các bộ phim của Argentina và Mỹ. Cô đã tham gia 9 bộ phim Argentina và 2 bộ phim Mỹ và xuất hiện trên sân khấu trong nhiều tác phẩm ở cả hai nước. Trong những năm 1950, Varela từ giã nghiệp diễn, chuyển đến Hoa Kỳ và trở thành thẩm phán tòa hôn nhân.

## Cuộc đời và sự nghiệp
Amanda Varela Domínguez sinh ngày 24 tháng 10 năm 1911 tại Buenos Aires, Argentina. Cô là em gái của Mecha Ortiz, nhưng cô đã tạo được tên tuổi cho mình trước khi Ortiz bắt đầu sự nghiệp diễn xuất. Varela đã giới thiệu Ortiz với Paramount Studios của Pháp và nhà phê bình phim Chas de Cruz, người đã giúp Ortiz đảm bảo vai diễn trong Los muchachos de antes no usaban gomina.
Năm 1930, Varela đã tham gia vai diễn đầu tiên trong phim La canción del gaucho, được sản xuất bởi Chas de Cruz dưới sự chỉ đạo của đạo diễn Jose A. Ferreyra và có sự tham gia của María Turgenova và Arturo Forte, và nhiều diễn viên khác. Trên sân khấu năm 1934, Varela đóng vai Baile en el Savoy cùng Florencio Parravicini, nhưng sau đó phải rút lui vì bệnh và được thay thế bằng Amelia Bence. Cô trở lại sân khấu vào năm 1935 để tham gia một vai diễn gây tranh cãi trong Romeo y Julieta và sau đó cùng năm đó đã thành công hơn trong vai diễn Pepita Giménez trong vở hài kịch âm nhạc La payariega cùng với Pedro Quartucci, Miguel Faust Rocha, Eleonora Boemer và Dora Martínez tại Teatro Avenida. Cô đã tham gia một vài bộ phim vào cuối những năm 1930, bao gồm Melgarejo (1937), ¡Segundos afuera! (1937), La chismosa (1938) and Papá soltero (1939) đã mang lại cho cô danh tiếng lẫy lừng và được mời đến Hollywood. Năm 1939, bộ phim Mỹ đầu tiên của cô được thực hiện, có tên El otro Soy yo dưới sự chỉ đạo của đạo diễn Richard Harlan và các diễn viên Tito Guízar, Renee Torres, Pilar Arcos và Martin Garralaga.
Đến năm 1942, cô bắt đầu sự nghiệp ca hát, và cũng tham gia một vai diễn trong bộ phim Mỹ tên The Falcon's Brother mà cô nhận được đánh giá tốt. Cô trở về Argentina và xuất hiện trong phim Mi novia es un fantasma (1944). Năm sau, cô biểu diễn tại Teatro Nacional Cervantes trong buổi ra mắt vở kịch Tierra extraña, của Roberto Alejandro Vagni, sau này sẽ được dựng thành một bộ phim cùng tên. Năm 1946, Varela đóng vai chính trong bộ phim La tía de Carlos cùng với Pedro Quartucci, Rodolfo Francisco Alvarez và Pedro Maratea.. Cô ấy đóng một bộ phim cuối cùng vào năm 1950, mang tên El diablo de las vidalas.

## Danh sách phim
- La canción del gaucho (1930)
- Melgarejo (1937) - Invitada 6
- ¡Segundos afuera! (1937)
- La chismosa (1938)
- Papá soltero (1939) - Marta Cortez / Teresa
- El otro soy yo (1940)
- The Falcon's Brother (1942) - Carmela
- Mi novia es un fantasma (1944) - (uncredited)
- El diablo de las vidalas (1950)
- La tía de Carlos (1952) - (final film role)

## Liên kết mở rộng
- Amanda Varela trên IMDb